# 大蒜过敏

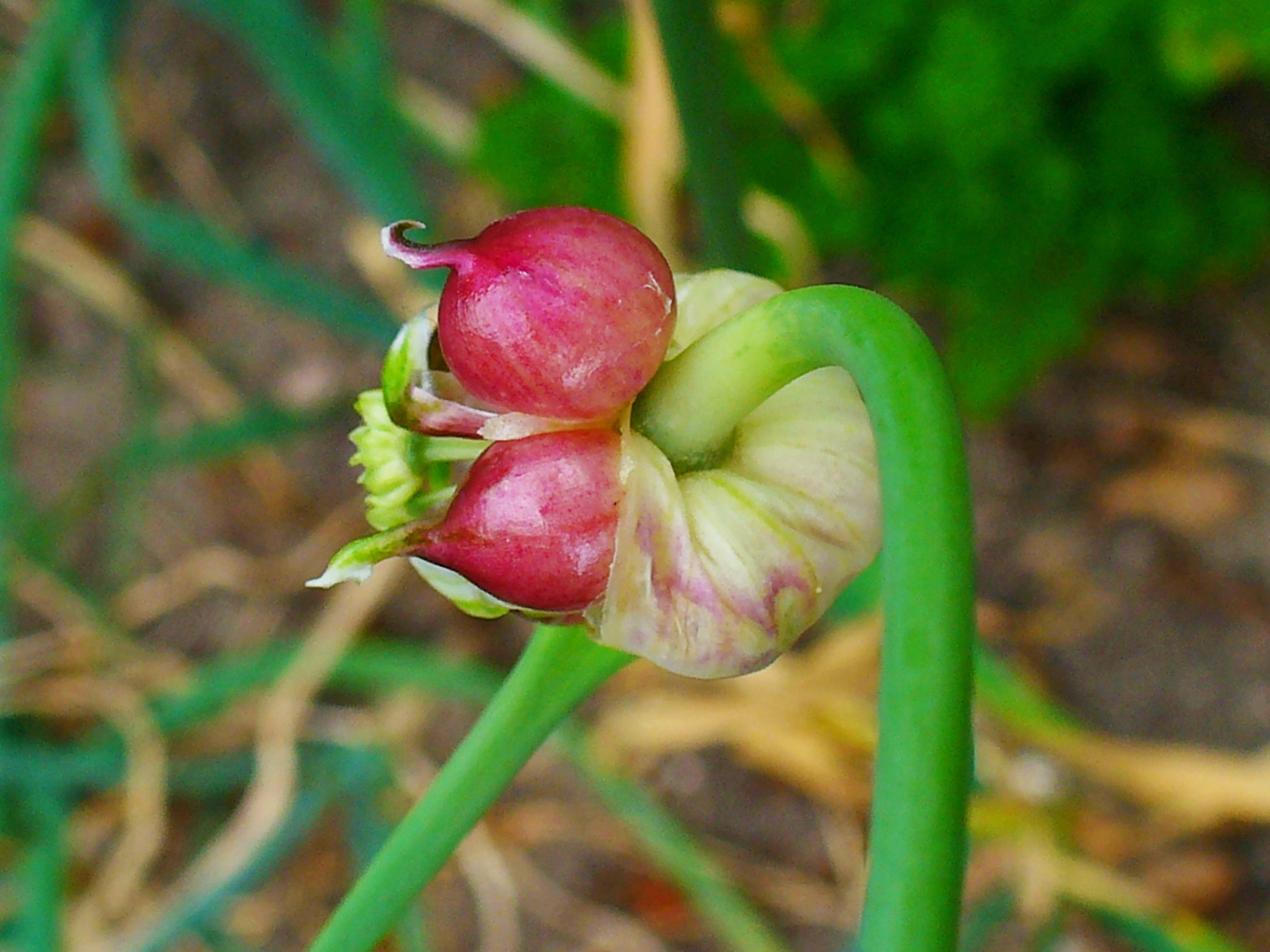
蒜头

大蒜过敏（garlic allergy）或对大蒜的变应性接触性皮炎，是一种常见的由于接触蒜油和大蒜粉末而导致的皮肤发炎症状。受大蒜过敏影响的人大多是经常接触大蒜的人，如厨师。大蒜过敏也会出现在非惯用手的拇指、食指和中指的指尖上，因为正常情况下切大蒜的时候就是这只手在握住蒜头。受影响的指尖会出现不均匀的裂缝，皮肤外层也会增厚，这些损伤的皮肤可能会发展成为二度或三度皮肤烧伤 。
由大蒜引起的皮炎与由郁金香引起的皮炎相似，都是由一个综合的物理的和化学的作用引起的，物理作用的产生是因为皮肤摩擦，而化学作用产生的主要原因是二烯丙基二硫（DADS）及其相关化合物烯丙基丙基二硫、蒜素的存在。这些化合物出现在葱属植物的油中，其中葱属植物包括大蒜、洋葱和韭葱。
至少从1950年开始大蒜过敏已为人们所了解。大蒜过敏不限于手部接触，也可以因为吸入大蒜粉末或生吃生大蒜而诱发，即使这种案例相对较少。DADS能渗透大部分在市面上出售的手套到达皮肤，所以在处理大蒜的时候，戴上手套来对抗大蒜过敏被认为是无效的。大蒜过敏的治疗方法包括避免接触大蒜油或大蒜蒸气和药物治疗，如每天口服25毫克阿维A或敷用补骨脂素并用紫外线照射受影响皮肤12个星期，这也就是所谓的PUVA疗法。